# Sweet Sensation (groupe)
Sweet Sensation est un groupe britannique de soul.

## Histoire
Formé à Manchester en 1971, le groupe devient célèbre après son apparition dans l'émission télévisée New Faces sur ITV. Sous la direction du producteur Tony Hatch, le groupe signe avec Pye Records. Le premier single Snowfire est un échec, mais le suivant Sad Sweet Dreamer devient le single numéro un au Royaume-Uni en octobre 1974, atteignant également la 14e place du Billboard Hot 100 le printemps suivant. La plupart des chansons sont écrites par David Parton.
En 1977, le groupe participe à A Song For Europe, le concours de sélection du Royaume-Uni pour le Concours Eurovision de la chanson. La chanson You're My Sweet Sensation prend la huitième place sur douze participants. Par la suite, Pye rompt le contrat et le groupe se dissout.
Le plus jeune membre et chanteur principal, Marcel King, tente une carrière solo en 1985. Avec Donald Johnson (A Certain Ratio) et Bernard Sumner (New Order), il enregistre Reach For Love (écrit par King) pour Factory Records, sans succès commercial, suivi de Hollywood Nights pour ZYX Music. King décède d'une hémorragie cérébrale le 5 octobre 1995 à l'âge de 37 ans.
Le bassiste Barry Johnson rejoint Quando Quango puis Aswad.
Le membre fondateur, Leroy Smith, est retrouvé mort dans son appartement de Manchester, le 15 janvier 2009. Il est décédé des suites d'une pneumonie aiguë à l'âge de 56 ans.

## Membres
- Junior Daye (né le 26 juin 1950, Kingston (Jamaïque)), chanteur
- Roy Flowers (né le 4 août 1951, Kingston (Jamaïque)), batteur
- Vincent James (né le 12 février 1951, Saint Mary, Jamaïque), chanteur
- Barry Johnson (né le 20 août 1954, Kingston (Jamaïque)), bassiste
- Marcel King (né le 4 janvier 1958 à Manchester, mort le 5 octobre 1995 dans la même ville), chanteur
- St. Clair L. Palmer (né le 4 mars 1954 à Saint-Christophe), chanteur
- Gary Shaugnessy (né le 25 juillet 1953 à Manchester), guitariste
- Leroy Smith (né le 3 septembre 1952 à Kingston (Jamaïque), mort le 15 janvier 2009 à Manchester), claviériste
- Delroy Alexander Drummond (né le 26 décembre 1950, Kingston (Jamaïque)), chanteur
- Rikki Patrick (Recardo Patrick) remplace Marcel King in 1975.

## Discographie
Singles
- avril 1974 : Snowfire (Pye)
- juillet 1974 : Sad Sweet Dreamer (Pye)
- janvier 1975 : Purely by Coincidence (Pye)
- juin 1975 : Hide Away from the Sun (Pye)
- septembre 1975 : Mr Cool (Pye)
- février 1976 : Sweet Regrets (Pye)
- juillet 1976 : Mail Train (Pye)
- mars 1977 : You're My Sweet Sensation
- décembre 1977 : Wake Up and Be Somebody

Album
- 1975 : Sad Sweet Dreamer (Pye)

## Source de la traduction
- (en) Cet article est partiellement ou en totalité issu de l’article de Wikipédia en anglais intitulé « Sweet Sensation (band) » (voir la liste des auteurs).